# Буйрекколь
Буйрекколь — могильник эпохи бронзы. Находится на территории Енбекшильдерского района Северо-Казахстанской области. Обследован в 1954 году Северо-Казахстанской археологической экспедицией (рук. К. А. Акишев), позже археологом А.Оразбаевым. Обнаружены фрагменты керамики, наконечники стрел, кости животных и др.